# Sam Wang
Sam Wang Shao Wei (Chino tradicional: 王绍伟; chino: 王绍伟, pinyin: Wang Shao Wei, 18 de diciembre de 1976) es un actor, cantante y modelo taiwanés. Es miembro de dos agrupaciones, 5566 y 183 Club también ha participado en la selección Nacional de Fútbol en Taiwán.

## Biografía
Sam Wang Shao Wei comenzó participar como jugador de fútbol cuando asistió al tercer año de la escuela primaria y continuó jugando durante 13 años. El 26 de junio de 2002, Shao Wei se convierte en entrenador de un equipo de fútbol de una comunidad. Ejerce el cargo de una alta dirección de una empresa llamada, Jungiery, que le ayudó a equilibrar sus compromisos con el fútbol y en el mundo del entretenimiento.
En 2004, Shao Wei ha publicado un libro titulado 明星 入门 招 100 (100 maneras de convertirse en una estrella).
En diciembre de 2007, Wang Shao Wei fue a Singapur para lanzar su álbum junto a 5566.
En marzo de 2008 cambió el nombre a 王绍伟 王少伟, pero se lee de la misma manera.
El 16 de diciembre de 2008, a las 15:00, Shao Wei inaugura su primera panadería, que él llamó el Tío Sam. Además de la venta de pan y pasteles, también vende equipos depòrtivos como camisetas de felpa que son diseñados por él.
En 2009 abrió su segunda tienda para niños, llamado El Tío Sam, además de una pastelería y un bar.

## Serie televisive
| Año  | Título                                    | Personaje                     |
| 2009 | 魔女18號 / '                              | Zhu Yao Wu / 朱耀武           |
| 2009 | 美味赌王 / '                              |                               |
| 2008 | 欢喜来逗阵 / Your Home is My Home         | Shi Mai Ke / 石麦克 / Michael |
| 2007 | 惡女阿楚 / Mean Girl Ah Chu               | Ling Ping Zhi / 凌平之        |
| 2006 | 剪刀石頭布 / A Game About Love            | Wei Qi Xiang / 韋祺祥         |
| 2006 | 愛情魔髮師 / The Magicians of Love        | Lin Er Qi / 林爾奇/ Richie    |
| 2005 | 王子變青蛙 / Prince Who Turns Into A Frog | Xu Zi Qian / 徐子騫           |
| 2005 | 格鬥天王 / Mr Fighting                    | (ospite)                      |
| 2004 | 愛上千金美眉 / In Love With A Rich Girl   | (ospite)                      |
| 2004 | 紫禁之巅 / Top on the Forbidden City      | Fire                          |
| 2003 | 千金百分百 / 100% Senorita                | (ospite)                      |
| 2003 | 西街少年 / Westside Story                 | Gu Tian Le / 辜天樂           |
| 2002 | MVP 情人 / My MVP Valentine               | Shao Wei / 紹偉               |
| 1998 | 曾經 / Ceng Jing                          | Yuen Ming Gan / 袁明剛        |